# Нискуалли
Нискуалли (англ. Nisqually River) — река на западе штата Вашингтон, США. Длина — 130 км. Площадь бассейна — 1339 км².
Река Нискуалли берёт начало в южной части национального парка Маунт-Рейнир и питается водами ледника Нискуалли на южном склоне вулкана Рейнир. В верхнем течении река течёт на запад вдоль дороги № 706, протекая через городки Ашфорд и Элб. Немногим ниже на Нискуалли расположены плотины Альдер и Лагранд, формирующие сравнительно небольшие водохранилища. До строительства плотин рыба, идущая вверх по реке на нерест, могла проходить выше современного водохранилища Лагранд.
Ниже городка Элб Нискуалли течёт через предгорья, главным образом в северо-западном направлении. Она протекает через городок Мак-Кенна и индейскую резервацию Нискуалли. Впадает в залив Пьюджет-Саунд в 24 км к востоку от административного центра штата Вашингтон, города Олимпия.
Длина реки Нискуалли составляет около 130 км; площадь бассейна — 1339 км². По реке проходит граница округов Пирс и Льюис, а также граница между округами Пирс и Тёрстон.

## Галерея
- Нискуалли близ города Ашфорд во время наводнения 2006 года
- Верховья Нискуалли и ледник, питающий реку водой
- Плотина Альдер на реке Нискуалли